# Калюжний Микола Назарович
Микола Назарович Калюжний (5 грудня 1901, місто Маріуполь Катеринославської губернії, тепер Донецької області — ?) — український радянський і партійний діяч, секретар Дрогобицького обкому КП(б)У з промисловості, заступник голови Дрогобицького облвиконкому. Депутат Дрогобицької обласної ради 1-го скликання.

## Життєпис
У 1918—1925 роках — в Червоній армії. Учасник громадянської війни в Росії, воював на Південному і Західному (Польському) фронтах.
Член РКП(б) з 1925 року.
До грудня 1939 року — начальник сектору районного планування, розміщення і союзної промисловості Державної планової комісії Української РСР.
У грудні 1939—1941 роках — голова планової комісії Дрогобицького обласного виконавчого комітету.
З 10 січня 1941 року — заступник голови виконавчого комітету Дрогобицької обласної ради депутатів трудящих.
З березня по червень 1941 року — секретар Дрогобицького обласного комітету КП(б)У з промисловості.
З червня 1941 року — учасник німецько-радянської війни. Служив заступником командира з технічної частини 999-го самохідного артилерійського полку Резерву головного командування 4-ї Ударної армії (потім — 65-ї армії). Воював на Західному, 2-му Українському, 2-му Прибалтійському та 2-му Білоруському фронтах.
Подальша доля невідома. На 1985 рік — персональний пенсіонер.

## Звання
- майор

## Нагороди
- два ордени Вітчизняної війни ІІ ст. (19.05.1945, 6.04.1985)
- орден Червоної Зірки (16.08.1944)
- ордени
- медалі